# Рак (сазвежђе)
Рак (лат. Cancer) је једно од 88 савремених и 48 оригиналних Птоломејевих сазвежђа. Припада зодијаку. По митологији, док се Херакле борио против против лернејске хидре, из воде је изашао рак који је почео да га зризе по ногама док га Херакле није згазио. Хера, Хераклова противница, је поставила рака на небо као сазвежђе.

## Звезде
Звезде у Раку су релативно слабог сјаја. Најсјајнија је бета Рака (Ал тарф), магнитуде 3,50. Ради се о бинарном систему чија је примарна компонента наранџасти џин К класе удаљен од Сунца око 290 светлосних година, док се пратилац 14. магнитуде налази на 29 лучних секунди. Друга по сјају је делта Рака, магнитуде 3,94.
Јота Рака је бинарни систем магнитуде 4,03. Примарна компонента је жути џин G класе а пратилац патуљак А класе са главног низа Х-Р дијаграма. Обе звезде су лако видљиве већ и малим телескопима.
Алфа Рака (Акубенс, „клешта“) је бинарни систем магнитуде 4,26 који се налази на око 173 светлосне године од Сунца. Примарна компонента је бели патуљак А класе са главног низа а прати га звезда магнитуде 11.

## Објекти дубоког неба
У средишту Рака се налази отворено звездано јато М44, познато још и као „Презепе“ или „Кошница кластер“. М44 је једно од најближих отворених јата Сунчевом систему. Птоломеј га је описивао као „магличасту масу у грудима Рака“ а Галилеј је својим телескопом 1609. године идентификовао четрдесетак звезда у овом јату. Данас је познато преко 1010 звезда које су највероватније чланови јата М44, а од тога су око 68% црвени патуљци.